# At-Tuhami Abduli
At-Tuhami Abduli, także Touhami Abdouli (arab. التوهامي عبدولي, At-Tūhāmī ʻAbdūlī; ur. 1 marca 1969 w Susie) – tunezyjski antropolog, filozof i polityk, w latach 2011–2013 wiceminister spraw zagranicznych Tunezji.

## Życiorys
W 2000 ukończył studia doktoranckie w zakresie filozofii na uniwersytecie w Manubie. Następnie jego zainteresowania badawcze przesunęły się w stronę antropologii kulturowej, której profesorem został w 2005 na uniwersytecie w swojej rodzinnej Susie. Wykładał jako profesor wizytujący w Londynie, Tokio i Damaszku, brał też udział w licznych międzynarodowych projektach badawczych. Przez pewien czas pracował jako dyrektor biura promocji jednej z uczelni w Rzymie.
Po rewolucji w latach 2010–2011 dołączył do nowego rządu Tunezji jako wiceminister spraw zagranicznych w randze sekretarza stanu, odpowiedzialny za kontakty z państwami europejskimi. W ramach tych obowiązków w kwietniu 2012 złożył wizytę w Polsce. 13 marca 2013 zakończył pracę w resorcie spraw zagranicznych. W lipcu 2013 ogłosił decyzję o opuszczeniu partii rządzącej – Demokratycznego Forum na rzecz Pracy i Wolności. Zapowiedział jednocześnie, iż widzi swoją polityczną przyszłość w ugrupowaniach bardziej centrowych.